# Kim Darby
Kim Darby, pseudonimo di Deborah Zerby (Los Angeles, 8 luglio 1947), è un'attrice ed ex ballerina statunitense.

## Biografia
Esordì sul grande schermo all'età 16 anni nel film Ciao, ciao Birdie (1963), per poi apparire in numerose serie televisive degli anni sessanta come Star Trek, Il dottor Kildare e Bonanza. Divenne popolare nel 1969, quando recitò accanto a John Wayne ne Il Grinta, film che la fece notare dalla critica e per il cui ruolo ottenne una candidatura ai BAFTA.
In seguito ottenne un altro importante ruolo nel film culto Fragole e sangue (1970) e in Grissom Gang (Niente orchidee per Miss Blandish) (1971) di Robert Aldrich. Con il passare degli anni, gli impegni cinematografici lasciarono spazio a quelli per la televisione, con apparizioni in Il ricco e il povero, Le strade di San Francisco, Baretta, Fantasilandia, Love Boat e La signora in giallo.
Kim Darby è stata sposata tre volte. Dal 1968 al 1969 con l'attore James Stacy, da cui ebbe un figlio. Il secondo matrimonio, nel 1970, con l'attore James Westmoreland, durò solo pochi mesi. In seguito si risposò con il produttore William Tennant.

## Filmografia parziale

### Cinema
- Ciao, ciao Birdie (Bye Bye Birdie), regia di George Sidney (1963)
- Febbre sulla città (Bus Riley's Back in Town), regia di Harvey Hart (1965)
- Il Grinta (True Grit), regia di Henry Hathaway (1969)
- Noi due a Manhattan (Generation), regia di George Schaefer (1969)
- Fragole e sangue (The Strawberry Statement), regia di Stuart Hagmann (1970)
- Grissom Gang (Niente orchidee per Miss Blandish) (The Grissom Gang), regia di Robert Aldrich (1971)
- Un tipo straordinario (The One and Only), regia di Carl Reiner (1978)
- Sapore di hamburger (Better Off Dead...), regia di Savage Steve Holland (1985)
- Voglia di vincere 2 (Teen Wolf Too), regia di Christopher Leitch (1987)
- Halloween 6 - La maledizione di Michael Myers (Halloween: The Curse of Michael Myers), regia di Joe Chappelle (1995)

### Televisione
- Mr. Novak – serie TV, episodi 1x02-2x20 (1963-1965)
- Undicesima ora (The Eleventh Hour) – serie TV, episodi 2x26-2x27 (1964)
- Star Trek – serie TV, episodio 1x08 (1966)
- Ben Casey – serie TV, episodio 5x23 (1966)
- I giorni di Bryan (Run for Your Life) – serie TV, episodi 2x12-3x24 (1966-1968)
- Bonanza – serie TV, episodio 9x09 (1967)
- I sentieri del west (The Road West) – serie TV, episodio 1x22 (1967)
- Non avere paura del buio (Don't Be Afraid of the Dark), regia di John Newland – film TV (1973)
- L'albero delle mele (The Facts of Life) – serie TV, episodio 5x24 (1984)
- La signora in giallo (Murder, She Wrote) – serie TV, episodi 1x07-11x16 (1984-1995)
- Becker – serie TV, episodio 2x01 (1999)
- X-Files (The X-Files) – serie TV, episodio 7x10 (2000)
- Perception – serie TV, episodio 3x08 (2014)

## Doppiatrici italiane
- Loretta Goggi ne Il Grinta
- Ludovica Modugno in Fragole e sangue
- Maria Pia Di Meo in Grissom Gang (Niente orchidee per Miss Blandish)
- Vanna Busoni in Perception
- Rosalinda Galli in La signora in giallo